# GIR Historia Cultural y Universidades Alfonso IX
El Grupo de Investigación Reconocido Historia Cultural y Universidades Alfonso IX es un centro propio de la Universidad de Salamanca que se proyecta como un ámbito de referencia, consulta, difusión, docencia e investigación en el panorama de la historia y proyecciones culturales de la Universidad de Salamanca en el marco de las relaciones e influencias con las universidades de los ámbitos castellano, español, peninsular, europeo e iberoamericano. 

## Objetivos
En este contexto, se pretende unificar y canalizar esfuerzos, personas y actividades ya existentes en el ámbito de la Universidad de Salamanca, con el fin de consolidarlos y estimularlos, y, paralelamente, incrementar las relaciones de intercambio interdisciplinares con investigadores individuales, grupos de trabajo, centros e instituciones afines, especializados en historia de las universidades y de la cultura, que desarrollan su actividad docente e investigadora en España, Europa e Iberoamérica.